# Pró-memória
Em relações internacionais, um pró-memória (do latim pro memoria, "para a memória") ou ajuda-memória (calco do francês aide-mémoire) é um resumo ou anotação que tem por objetivo ajudar na sistematização e posterior recapitulação de dados essenciais sobre uma reunião ou determinado assunto.
Nem a autoria nem a origem dos pró-memórias são identificadas no próprio documento, que não tem validade legal. Em muitos organismos internacionais, usam-se as expressões de língua inglesa e francesa equivalentes: em francês, um pró-memória é chamado "aide-mémoire"; em inglês, o mesmo tipo de documento não oficial é chamado de "non-paper".